# Estela (monumento)

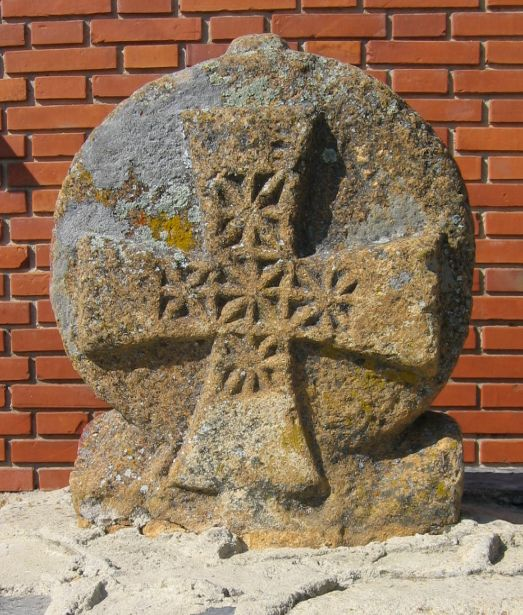
Estela medieval de Vidrieros (Palencia, Castilla y León).

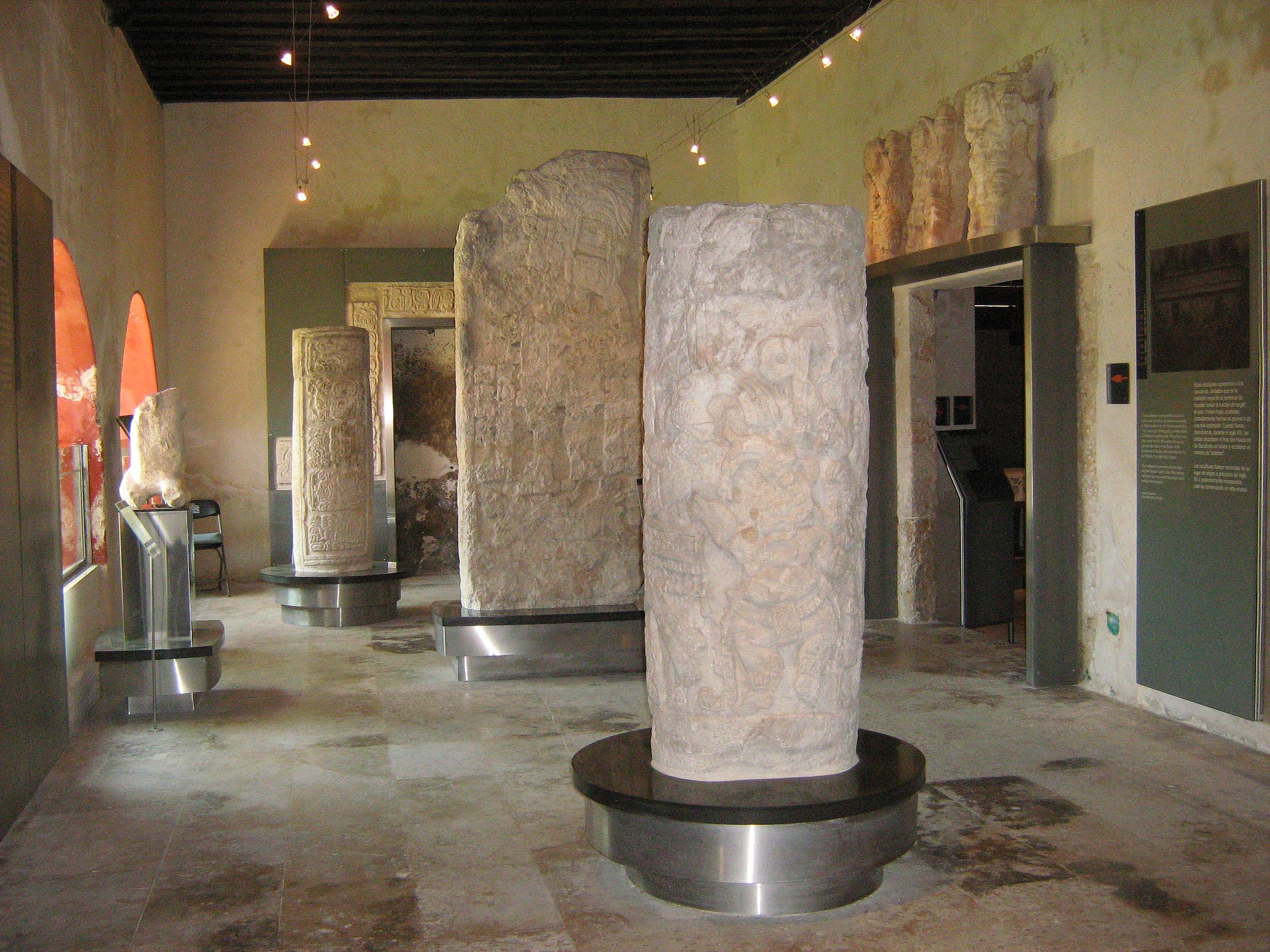
Estelas mayas en Campeche, México.

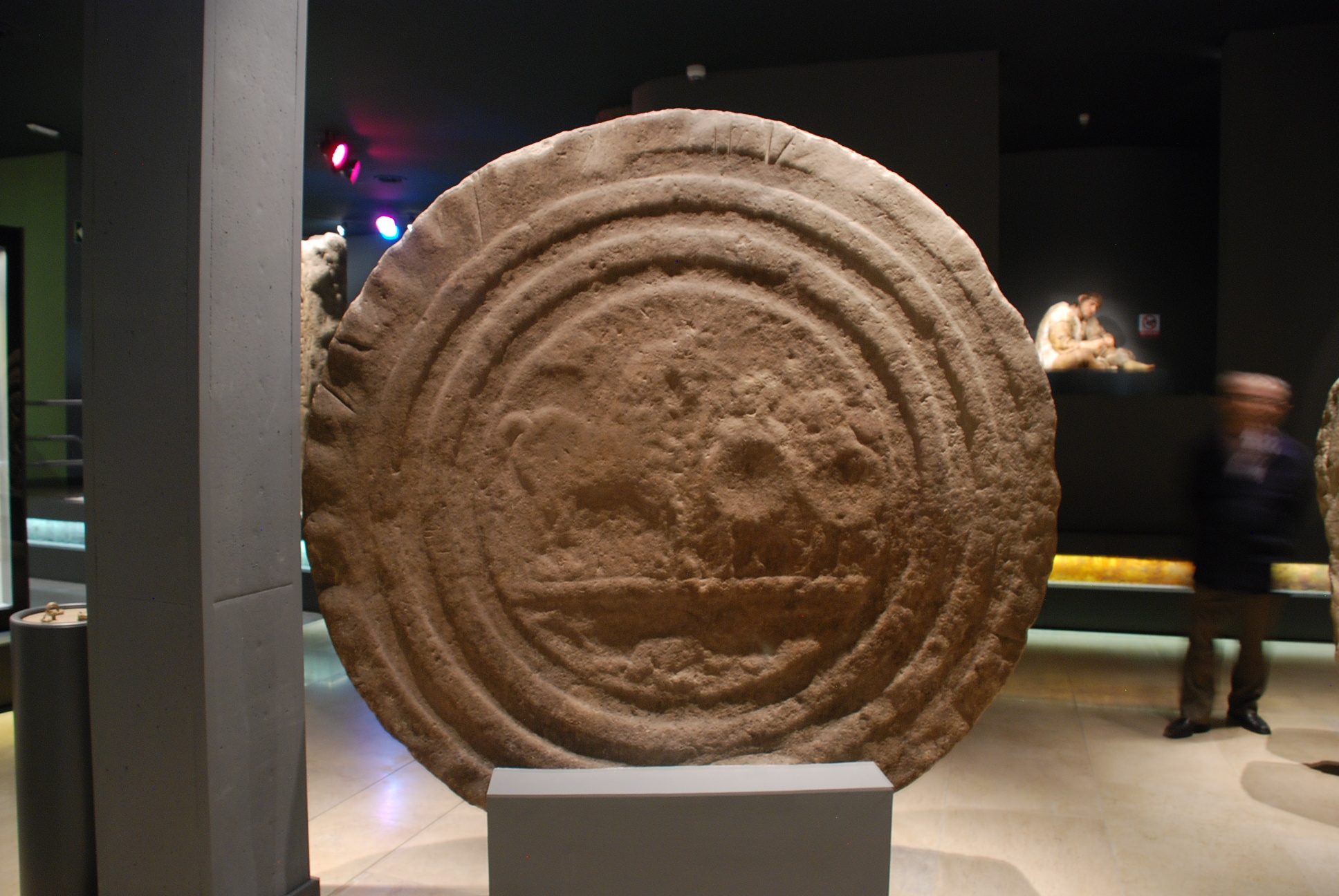
Estela cántabra de Zurita (Cantabria).

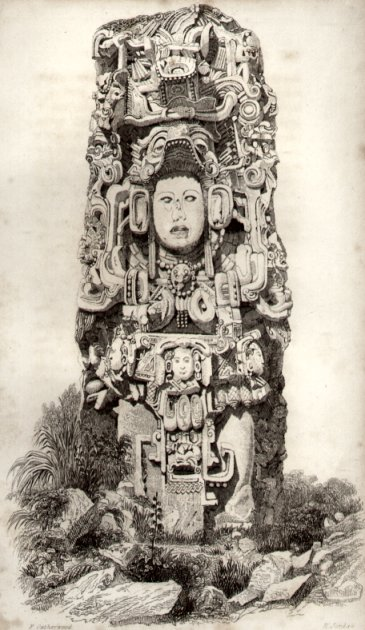
Estela N de Copán, cara sur, representando al rey K'ac Yipyaj Chan K'awiil ("Concha humeante"), dibujado por Catherwood en 1839.

Estela (del latín stēla, esto a su vez del griego στήλη, stēlē) es la denominación de un monumento, normalmente monolítico y con mayor altura que anchura, en forma de lápida, pedestal o cipo, que se erige sobre el suelo. La superficie suele llevar textos, signos, símbolos, y figuras que describen el porqué de su ubicación y pueden constituir importantes documentos para arqueólogos e historiadores, apoyados por especialistas en epigrafía. Los textos y figuras pueden ser inscritas, en forma de relieve, o pintadas. Las estelas son de diversos materiales pétreos y variados tamaños, pudiendo algunas alcanzar grandes dimensiones. 
Una estela puede tener una función conmemorativa, funeraria, religiosa, mágico-curativa o geográfica. Las funerarias marcan una sepultura. Las geográficas sirvieron como hitos fronterizos para marcar fronteras y límites de propiedad. De vez en cuando se erigieron estelas para conmemorar batallas; por ejemplo, entre otros monumentos, hay más de media docena de estelas sobre el campo de la batalla de Waterloo en los lugares donde ocurrieron acciones notables. Las culturas antiguas de Grecia y Roma también usaban estelas para anuncios oficiales del gobierno.
El uso del término "estela" es inconsistente dependiendo de la cultura de que se trata. Se aplica con más frecuencia en contextos arqueológicos a artefactos de Europa, las culturas antiguas del Medio Oriente y Egipto, China, y la América precolombina. Las lápidas funerarias occidentales normalmente no se denominan como estelas, aunque la definición lo justificaría.

## Historia

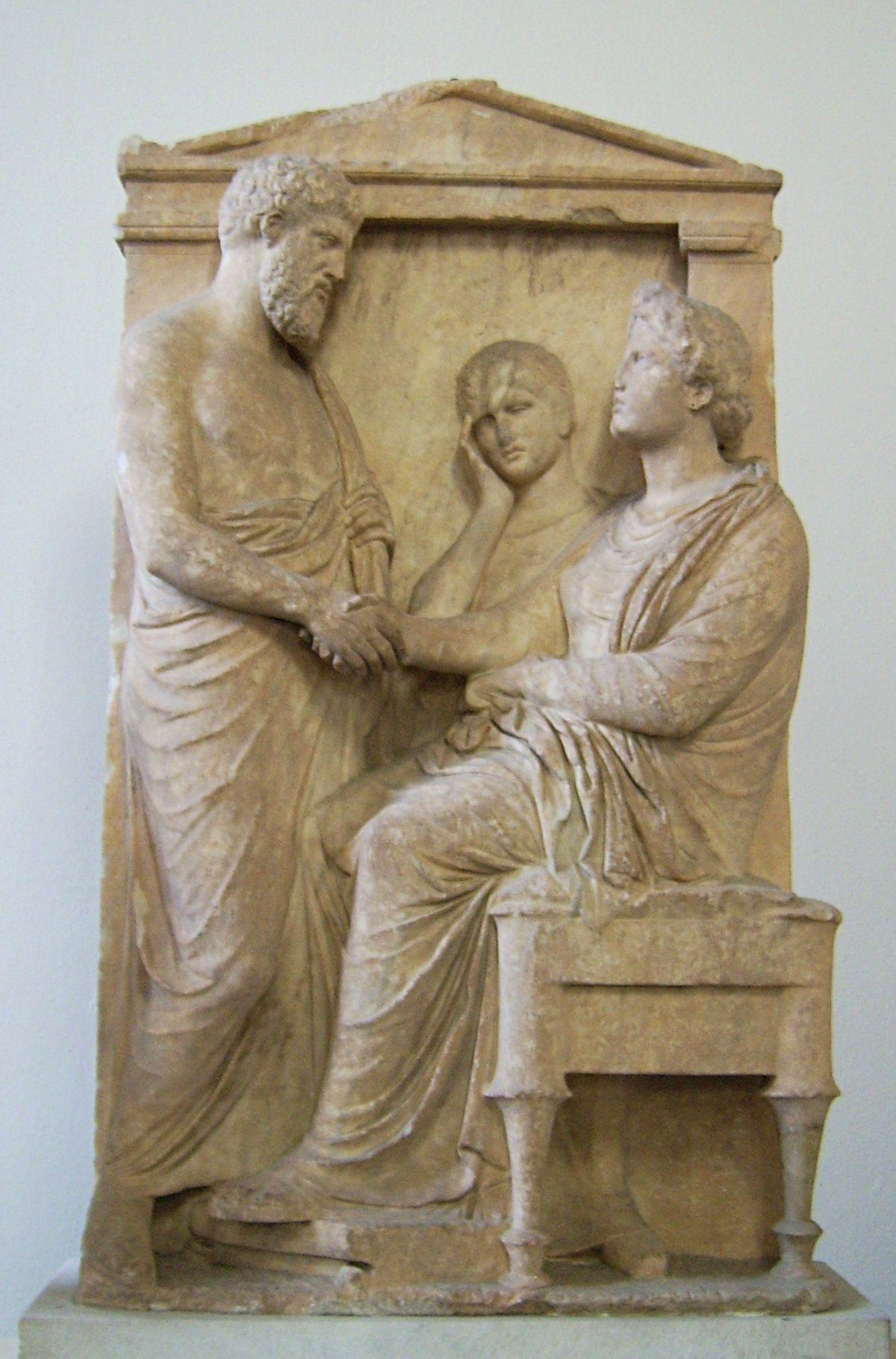
La estela funeraria griega de Trásea y Euandria, c. 365 a. C.

Las estelas se han usado para publicar leyes y decretos, para registrar las hazañas y honores de un gobernante, para marcar territorios sagrados y límites de propiedad. Fueron muy utilizados en el Antiguo Oriente Próximo, Mesopotamia, Grecia, Egipto, Somalia, Eritrea, Etiopía; probablemente con origen independiente, en China y otras partes del Extremo Oriente; y también con origen independiente, por civilizaciones mesoamericanas, notablemente la olmeca y maya.

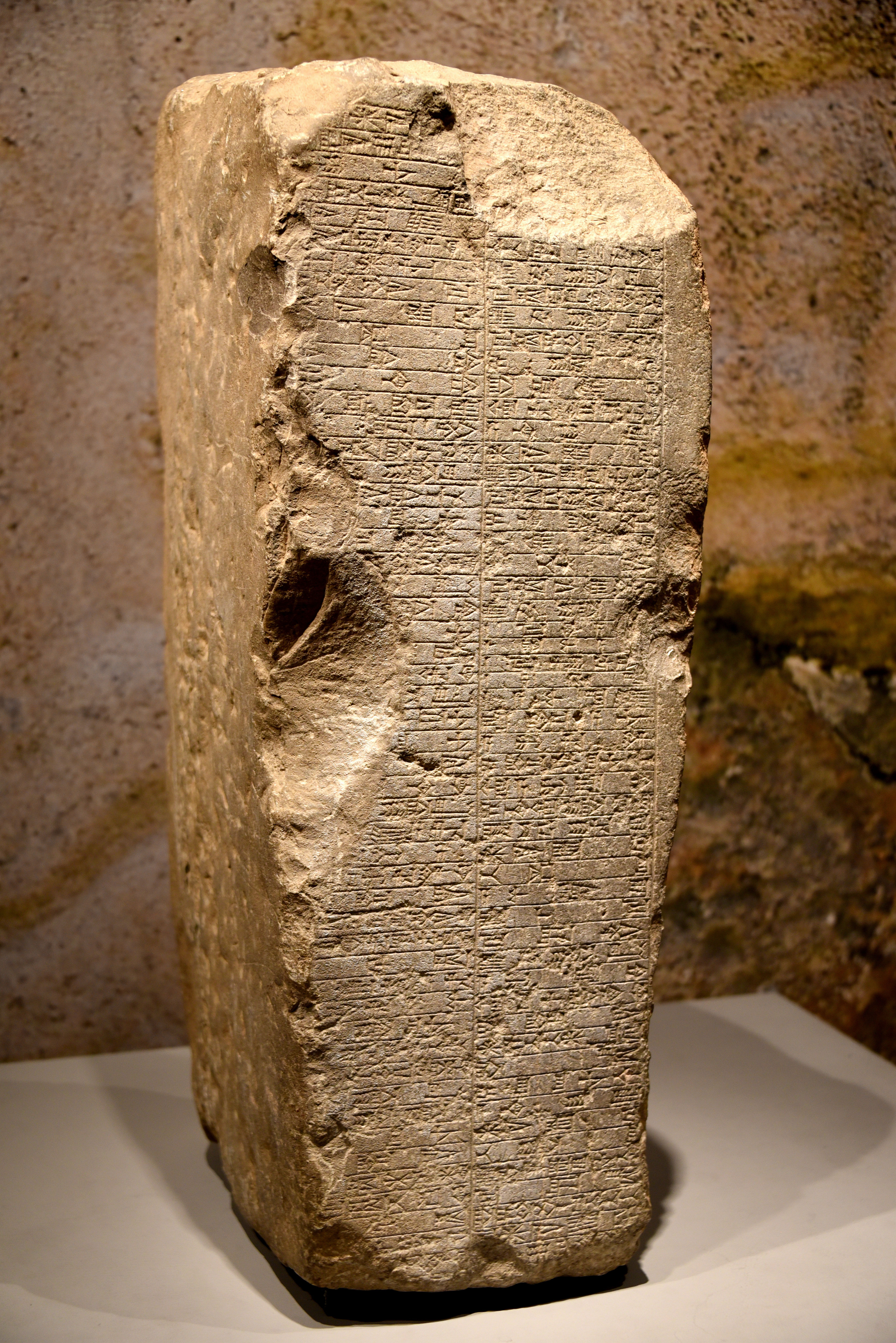
Estela de Iddi-Sin, rey de Simurrum. Data del periodo paleobabilónico. De la aldea Qarachatan, provincia de Sulaymaniyah, Kurdistán Iraquí. Museo de Sulaymaniyah, Irak.

La gran cantidad de estelas sobrivivientes de Egipto y Mesoamérica, muchas de ellas con inscripciones, constituyen uno de las fuentes de información más significantes sobre sus civilizaciones antiguas, particularmente las estelas mayas. El ejemplo más famoso de un avance del conocimiento debido a una estela es la comprensión de los jeroglíficos egipcios a partir de la Piedra de Rosetta. Otras estelas históricas importantes son una de Tiglatpileser III preservada en el Museo Británico, y dos estelas utilizadas en la construcción de los muros de una iglesia que son documentos importantes del idioma etrusco.
Los menhires, piedras verticales sin inscripciones que se erigieron desde Libia en África del Norte a Escocia, fueron monumentos de culturas prealfabéticas megalíticas del Neolítico. Las piedras pictas de Escocia, muchas veces con escultura intricada, datan desde el siglo VI al siglo IX.
Un obelisco es un tipo específico de estela. También lo son las altas cruces hiberno-sajones de Irlanda y Gran Bretaña. Los postes de tótem americanos, cuando son de piedra, pueden considerarse estelas especializadas. Las lápidas, típicamente con nombre inscrito y muchas veces con epitafio inscrito, son entre las estelas más comunes en la cultura occidental.
Más recientemente, en el Monumento a los judíos de Europa asesinados en Berlín, el arquitecto Peter Eisenman creó un campo de 2700 estelas en blanco. El monumento se lee como una referencia al borrado de la memoria del Holocausto.

### Egipto

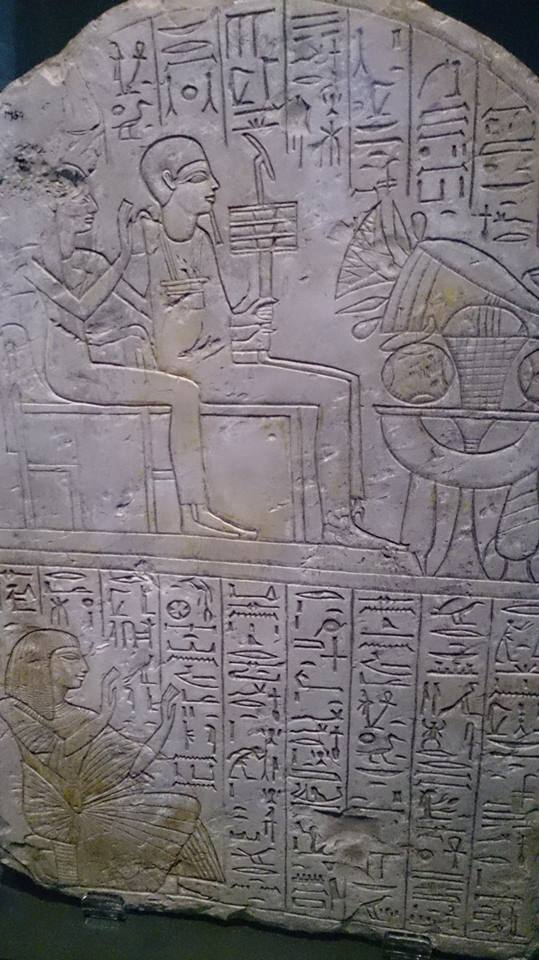
Jeroglíficos egipcios sobre una estela funeraria egipcia en el Museo de Mánchester

Se han hallado estelas egipcias a partir de la dinastía I de Egipto. Estas losas verticales de piedra se usaban como lápidas funerarias, objetos religiosos, y marcadores de límites territoriales, y se hacían más frecuentemente de caliza o arenisca, o de piedras más duras como granito o diorita, pero también se usó madera en tiempos más recientes.
Las estelas servían para varias funciones. Había estelas votivas, conmemorativas, y liminales o fronterizas, pero el tipo más abundante era las estelas funerarias. Su área pictorial mostraba el dueño de la estela, muchas veces con su familia, y una inscripción listaba el nombre y los títulos del difunto después de una oración a uno o varios dioses de los muertos y una petición de ofrendas. Con menor frecuencia un texto autobiográfico proveía información adicional sobre la vida del individuo.
En las tumbas mastabas del Imperio Antiguo (2686 - 2181 a. C.), las estelas funcionaron como puertas falsas, simbolizando el paso del presente al más allá, que permitía que el difunto recibiera ofrendas. Estas eran tanto reales como representadas por fórmulas sobre la puerta falsa.
Las estelas liminales o fronterizas se usaban para marcar la extensión y la ubicación de los campos y las fronteras del país. Las estelas votivas se erigían exclusivamente en los templos por peregrinos para rendir homenaje a los dioses o los animales sagrados. Las conmemorativas fueron colocadas en los templos por el faraón o sus funcionarios superiores y detallaban eventos importantes de su reinado. Algunas de las estelas egipcias más conocidas incluyen: las Estelas de Kamose, que cuentan la derrota de los Hicsos; la  
Estela de la Victoria, que describe las campañas del faraón nubio Piye en su conquista del país; la Estela de la Restauración de Tutankhamun (1336 - 1327 a. C.), que detalla las reformas religiosas llevadas a cabo después del periodo amarniense; y la Estela de Merenptah, donde figura la primera mención histórica de los israelitas. En la época ptolemaica (332 - 30 a. C.), los decretos del faraón y de los sacerdotes se inscribían sobre estelas en jeroglíficos, en escritura demótica, y en griego, de lo cual el ejemplo más famoso es la Piedra de Rosetta.

### Urartu
Las estelas urartianas eran obeliscos independientes de piedra que servían varios propósitos, erigidas en el reino de Urartu que existió entre los siglos IX y VI a. C., durante la Edad del Hierro, en el Altiplano Armenio de lo que hoy es Armenia, Turquía e Irán. Algunas fueron situadas dentro de complejos cúlticos, colocadas en nichos monumentales cortadas en la roca (como el nicho de la Roca de Van, descubierto por Marr y Orbeli en 1916), o erigidas a la par de una tumba. Otras estaban en posiciones aisladas y tuvieron una función conmemorativa, como la Estela de Kelashin, o sirvieron como hitos fronterizos. Aunque a veces eran sencillas, la mayoría llevaba una inscripción cuneifermo que detallaba la función de la estela o las razones de su elaboración. La estela del "nicho occidental" de Van contenía anales del reinado de Sarduri II, con los eventos detallados por años y con los años separados por la frase  "Para el Dios Ḫaldi llevé a cabo estas hazañas". Las estelas urartianas a veces se encuentran reutilizadas como lápidas cristianas armenias o como spolia en iglesias armenias. Maranci ha sugerido que la reutilización se debió a un deseo consciente de beneficiarse del poder del pasado. Algunos estudiosos han sugerido que las estelas urartianas habrían influenciado el desarrollo del jachkar armenio.

### Grecia

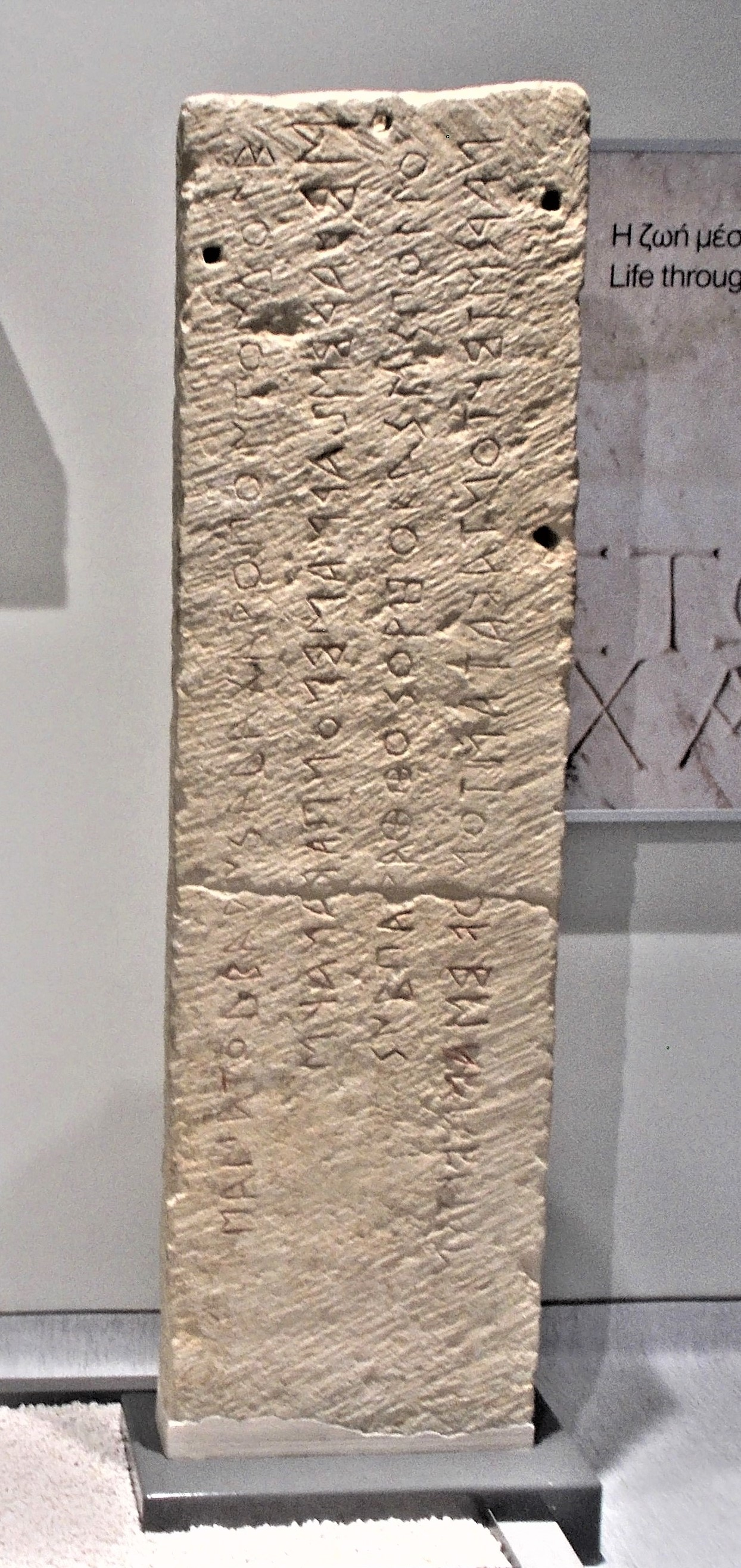
Estela de Arníadas en el Museo Arqueológico de Corfú

Los marcadores funerarios griegos tuvieron un largo desarrollo, sobre todo en Ática. De las procesiones funerarias públicas y extravagantes a los diversos cerámicos usados para guardar las cenizas después de la cremación, la visibilidad siempre fue importante para los ritos fúnebres. En cuanto a las estelas, en el periodo del estilo arcaico (c. 600 a. C.) solían mostrar ciertas figuras arquetípicas, como el atleta masculino. En general las figuras eran singulares, aunque sí hay instancias de dos o más figuras en esta época. Entrando a los siglos VI y V a. C., la popularidad de las estelas decayó y subió de nuevo, mientras las escenas se desarrollaron hasta contener figuras múltiples, muchas veces una unidad familiar o una escena casera. Un ejemplo notable es la estela de Hegesón. Típicamente fueron hechas de mármol y talladas en relieve, y como la mayoría de la escultura griega antigua llevaban pintura vibrante. Muchas estelas griegas hoy en día se encuentran en la Villa Getty en Los Ángeles.

### China

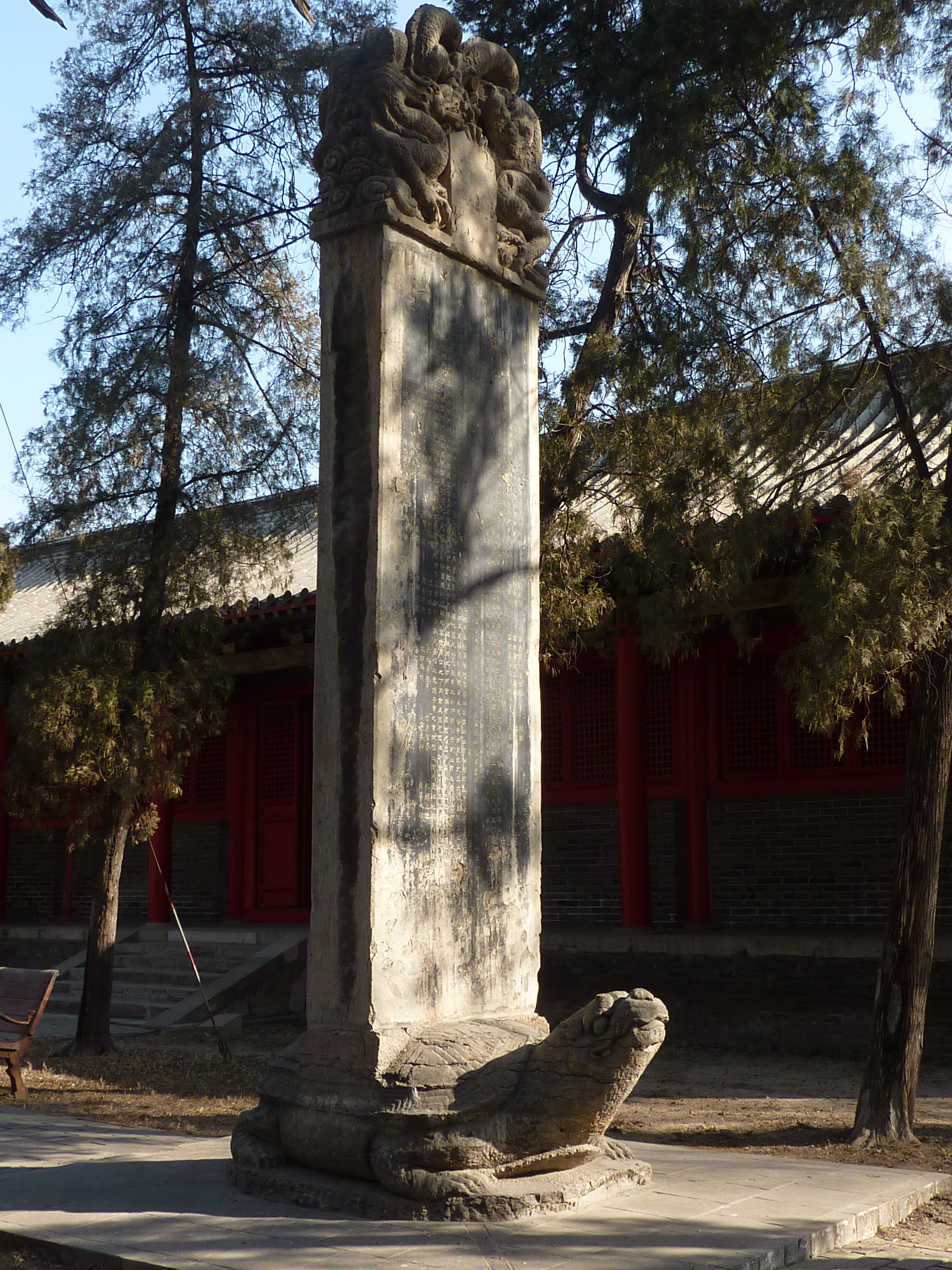
Estela de Renovación del Templo de Yan portada por bixi, fechada Año 9 de la era Zhizheng de la dinastía Yuan (1349 d. C.), en Qufu, Shandong, China

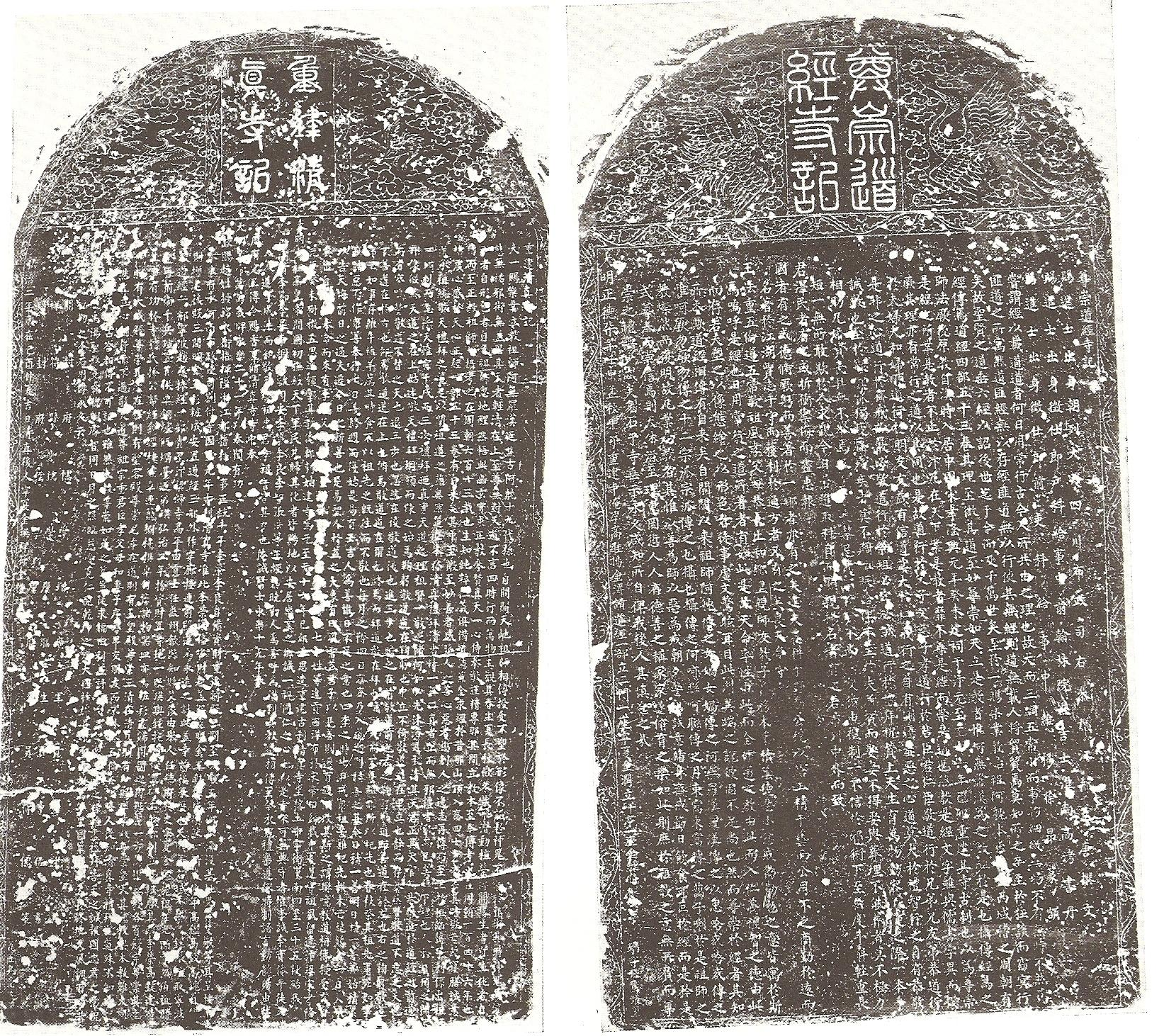
Impresiones en tinta de las estelas dejadas por los judíos de Kaifeng en 1489 (izquierda) y 1512 (derecha).

Las estelas (en chino bēi 碑) han sido la forma principal de inscripción sobre piedra a partir de la dinastía Tang. Normalmente son tablas rectangulares de piedra sobre las cuales se tallan caracteres chinos en entalle con un texto funerario, conmemorativo, o edificante. Pueden conmemorar escritores u oficiales talentados, llevar poemas, retratos, o mapas, y frecuentemente contienen la caligrafía de figuras históricas famosas. Aparte de su valor conmemorativo, muchas estelas chinas se ven como ejemplares de escrituras caligráficas tradicionales, especialmente la escritura clerical.
Son escasas las estelas chinas anteriores a la dinastía Tang. Hay unas cuantas anteriores a la dinastía Qin, aproximadamente una docena de la dinastía Han Occidental, 160 de la dinastía Han Oriental, y varios cientos de las  dinastías Wei, Jin, meridionales y septentrionales, y Sui.  En la dinastía Han se comenzó a escribir las inscripciones funerarias (墓誌, mùzhì) con información biográfica del difunto sobre tablas de piedra en lugar de madera.
Erigir estelas en tumbas y templos se convirtió en un fenómeno social y religiosa de gran extensión. Los emperadores se vieron obligados a promulgar leyes para regular el uso de estelas por parte de la población. Las leyes de la dinastía Ming, instituidas en el siglo XIV por su fundador, el Emperador Hongwu, listaban varios tipos de estela disponibles como símbolos de estatus para varios rangos de la nobleza y la administración pública: los nobles y mandarines superiores podían acceder a una estela instalada sobre una tortuga de piedra y coronada con dragones sin cuernos, mientras que los funcionarios inferiores tuvieron que contentarse con estelas con extremos redondas sin ornamentación, apoyadas sobre pedestales rectangulares simples.
Se encuentran estelas en casi cualquier montaña o sitio histórico en China. El Primer Emperador realizó cinco recorridos de su dominio en el siglo III a. C. e hizo fabricar por parte de Li Si siete inscripciones para conmemorar y alabar sus labores, de las cuales sobreviven fragmentos de dos. Una de las estelas de montaña más famosas es la del Monte Tai, con 13 m de altura y la caligrafía personal del Emperador Xuanzong de Tang, que conmemora los sacrificios imperiales ahí hechas por este último en 725.
Varios de estos monumentos de piedra han preservado los orígenes y la historia de las comunidades religiosas minoritarias de la China. Los cristianos de Xi'an del siglo VIII dejaron la Estela Nestoriana, que sobrevivió eventos adversos de la historia posterior por estar enterrado durante varios siglos. Estelas creadas por los judíos de Kaifeng en 1489, 1512, y 1663 han sobrevivido las inundaciones repetidas del Río Amarillo que varias veces destruyeron si sinagoga para decirnos algo de su realidad. Los musulmanes chinos también tienen varias estelas de una antigüedad importante que con frecuencia llevan texto tanto en chino como en árabe.
Miles de estelas en exceso de las necesidades originales y ahora disociadas de la persona a que fueron dedicadas han sido reunidas en el Museo del Bosque de Estelas de Xi'an, una atracción turística popular. También se encuentran muchas estelas no deseadas en lugares selectos de Beijing, tales como Dong Yue Miao, el Templo de Cinco Pagodas, y el Torre de la Campana, reunidas de la misma forma para atraer turistas y para solucionar la problema que enfrenta las autoridades locales de qué hacer con ellas. Es casi imposible leer las inscripciones extendidas y detalladas sobre estas estelas, ya que la mayoría son talladas con poca profundidad en mármol blanco con caracteres de solo dos o tres centímetros, que dificulta verlos porque las tablas muchas veces tienen una altura de 3 m o más.
Hay más de 100 000 inscripciones sobre piedra sobrevivientes en China. A pesar de eso, sólo existen transcripciones o impresiones de aproximadamente 30 000, y menos de eso han sido estudiadas formalmente.

### Cultura maya
Las estelas mayas fueron fabricadas por la cultura maya de la Mesoamérica antigua. Consisten de altas columnas o tablas de piedra y muchas veces están asociadas con piedras bajas circulares que se denominan altares, aunque su función real no se conoce con certeza. Muchas estelas llevan escultura en bajo relieve, aunque se encuentran monumentos sin escultura en toda la región maya. La escultura de tales monumentos se difundió en el área maya a lo largo del Período Clásico (250–900 d. C.), y estos emparejamientos de estelas esculpidas con altares circulares son característicos de la civilización maya clásica. La estela fechada más antigua que ha sido encontrada in situ en las tierras bajas mayas fue recuperada de la gran ciudad de Tikal en Guatemala y data de 292 d. C. Durante el Período Clásico casi todos los reinos mayas de las tierras bajas meridionales erigieron estelas en su centro ceremonial.
Las estelas se encontraban muy asociadas con el concepto del rey divino y entraron en declive junto con esta institución, dejándose de producir al final del Período Clásico alrededor del año 900, aunque algunos monumentos fueron reutilizados en el posclásico (c. 900–1521). La ciudad de Calakmul en México erigió la mayor cantidad de estelas entre las ciudades mayas, con al menos 166, aunque su estado de preservación es muy malo.
Se han registrado cientos de estelas en la región maya, manifestando una amplia variación estilística. Muchas son tablas verticales de caliza con escultura sobre una superficie o más, la cual consiste de figuras en relieve y texto jeroglífico. Las estelas manifiestan un aspecto mucho más tridimensional en algunos sitios, donde la disponibilidad local de piedra adecuada lo permite, como Copán y Toniná. Las estelas sin escultura parecen no haber sido pintadas ni cubiertas con decoración en estuco, pero es probable que la mayoría de las estelas mayas fue pintada vívidamente en rojo, amarillo, negro, azul, y otros colores.

### Camboya
Estelas, junto con otros objetos de piedra y metal, son el medio de las inscripciones jemeres que se produjeron a partir del siglo VII en una gran parte del Sudeste Asiático Continental (Camboya, Vietnam, Tailandia y Laos) en conexión con la antigua civilización jemer. Ellas son las únicas fuentes escritas autóctonas para el estudio de la civilización jemer.
Los estudiosos de la epigrafía jemer han coleccionado 1200 inscripciones de longitud variable. Hay una explosión en su cantidad en el siglo VII después de la más antigua, que data de 612 y proviene de Angkor Borei.

### Irlanda

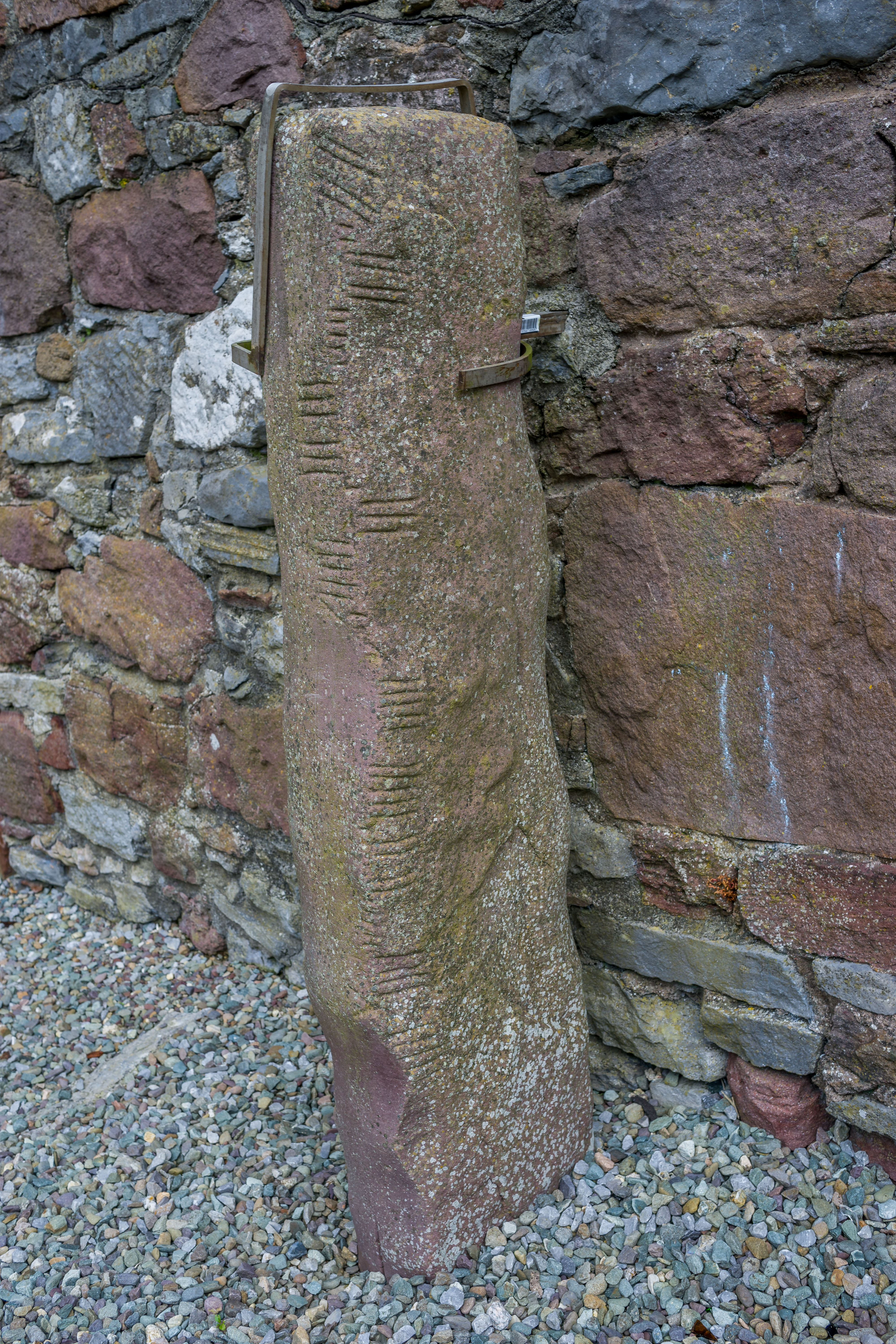
Piedra con inscripción en ogam en la iglesia de Ratass, Irlanda

Las Ogham stones son marcadores verticales funerarios y fronterizos que se erigieron en cientos de sitios en Irlanda a lo largo del primer milenio con inscripciones paleoirlandesas en escritura ogam y que a veces han sido denominadas como estelas.

### Cuerno de África

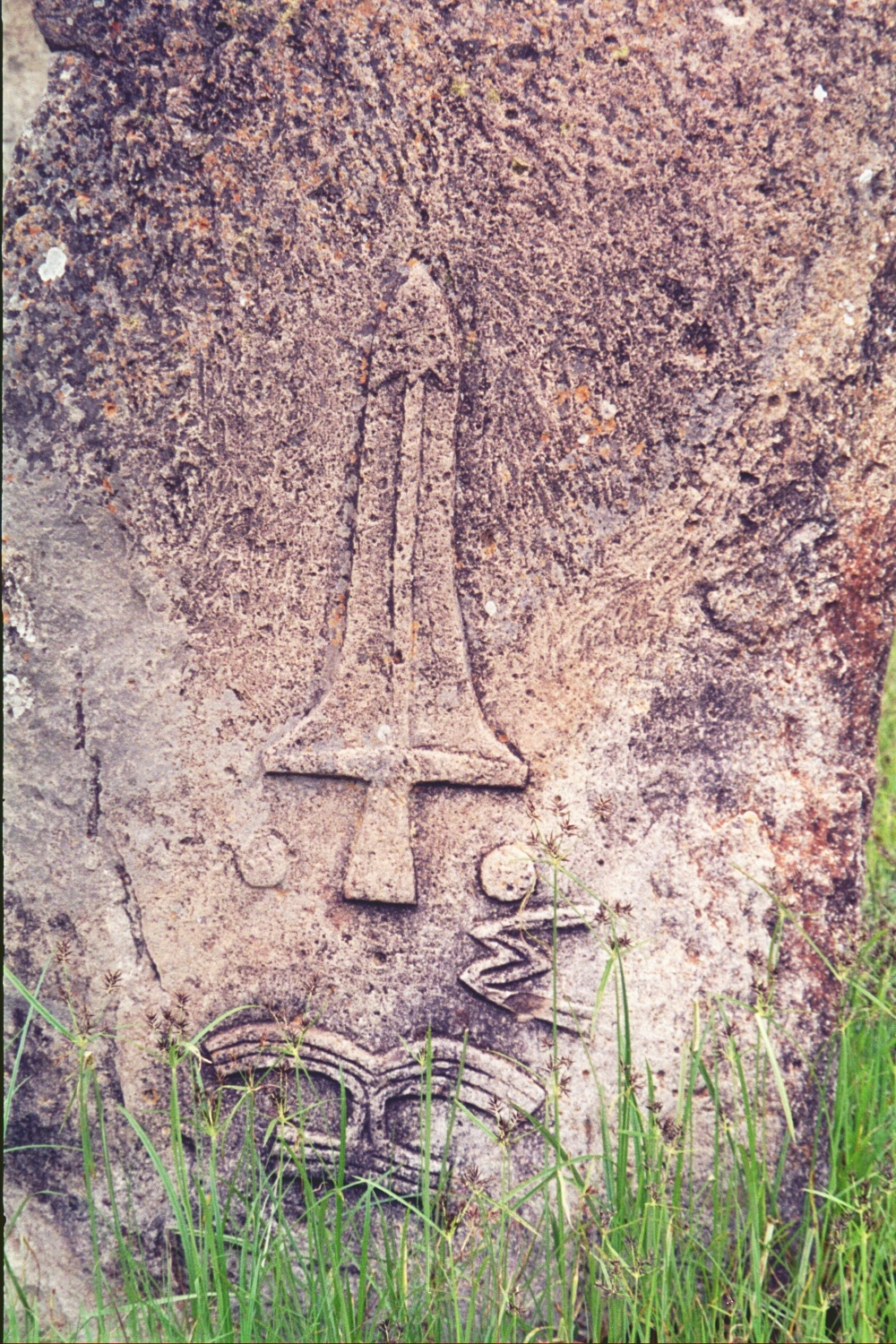
Representación de una espada en Tiya

El Cuerno de África posee muchas estelas. En las tierras altas de Etiopía y Eritrea, los axumitas erigieron numerosas estelas grandes, que servían una función religiosa precristiana. Una de estas columnas graníticas es la estructura más alta de este tipo en el mundo, con 30 metros.
Además, Tiya es uno de nueve sitios de pilares megalíticos en la Zona Gurage del centro de Etiopía. Hasta 1997 se habían reportado 118 estelas en el área. Junto con las estelas en la Zona Hadiya, las estructuras son identificadas por los locales como Yegragn Dingay o "piedra de Gran", con referencia al imam Ahmad ibn Ibrihim al-Ghazi (Ahmad "Gurey" o "Gran"), gobernante del Sultanato de Adel.
Similares a las estelas de Tiya y otras partes centrales de Etiopía son las que se encuentran en la ruta entre Ciudad Yibuti y Loyada en Yibuti. Ahí hay varias estelas antropomórficas y fálicas, asociadas con tumbas de forma rectangular flanqueadas por tablas verticalas. Las estelas Yibuti-Loyada son de edad incierta, y muchas son adornadas con un símbolo en forma de T.
Cerca del pueblo antiguo de Amud en el noroccidente de Somalia, en cada sitio viejo que tuviera el prefijo Aw en su nombre (como las ruinas de Awbare y Awbube), denotaba el lugar de reposo final de un santo local. Estudios por parte de A.T. Curle en 1934 en varias de estas importantes ciudades arruinadas recuperaron varios artefactos, como alfarería y monedas, que apuntan a un período de actividad medieval hacia el fin del reinado del Sultanato de Adel. Entre estos asentamientos, Aw Barkhadle es circundado por varias estelas antiguas. De la misma manera, sitios de entierro cerca de Burao poseen estelas viejas.

## Estelas destacables
- En Europa
  - Estela cántabra
  - Estela discoidal
  - Lapis Niger
  - Piedra de los Guanches
  - Estela de Lemnos
  - Estela de Vespasiano
- En Mesopotamia asiática
  - Estela de los buitres
  - Estela de Naram-Suen de Akkad
  - Código de Hammurabi
- En el Levante:
  - Estela de Mesa
- En Egipto:
  - Piedra de Rosetta
  - Piedra de Palermo
  - Estela Metternich
  - Estelas fronterizas de Ajenatón

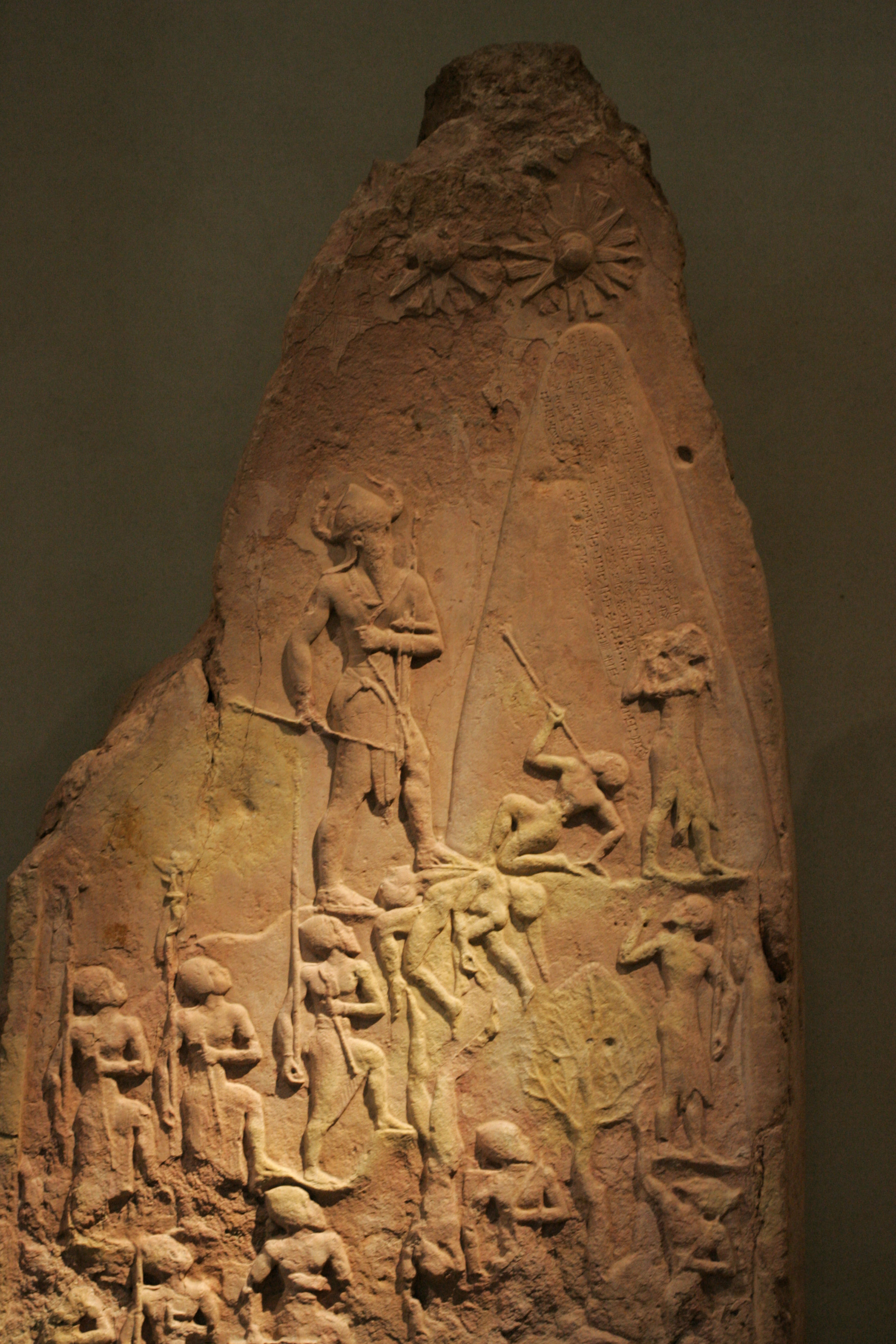
Estela conmemorando una victoria de Naram-Sin, un rey mesopotámico del siglo XXIII a. C.

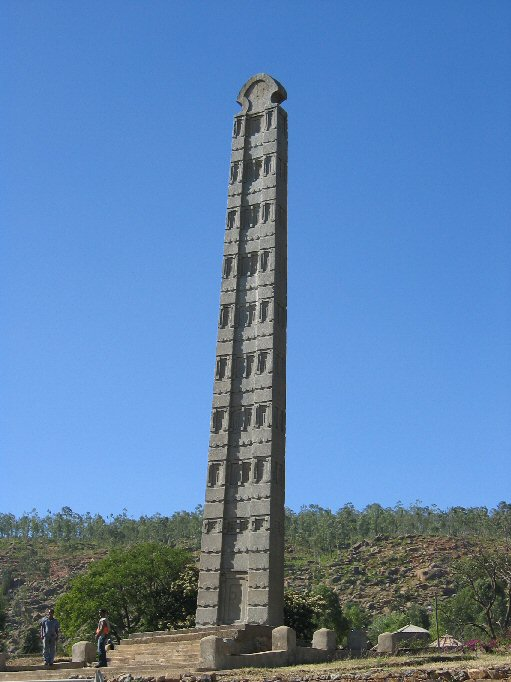
Estela del rey Ezana en Axum

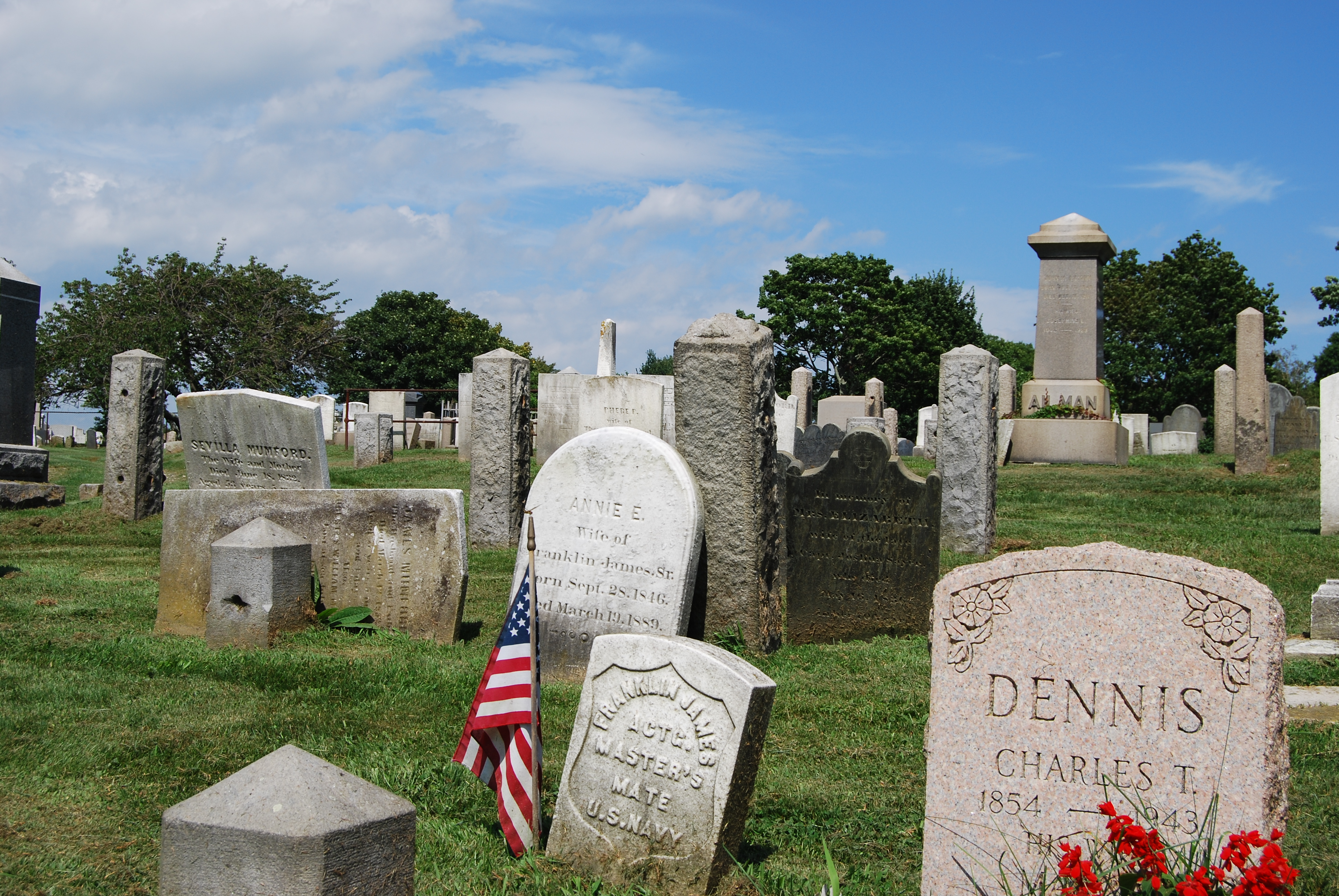
Lápidas (estelas funerarias) en el Campo de Entierro Común y Cementerio de la Isla, Newport, Rhode Island. Inscripciones típicas incluyen los nombres de los difuntos enterrados debajo de las piedras. A partir de aproximadamente el.

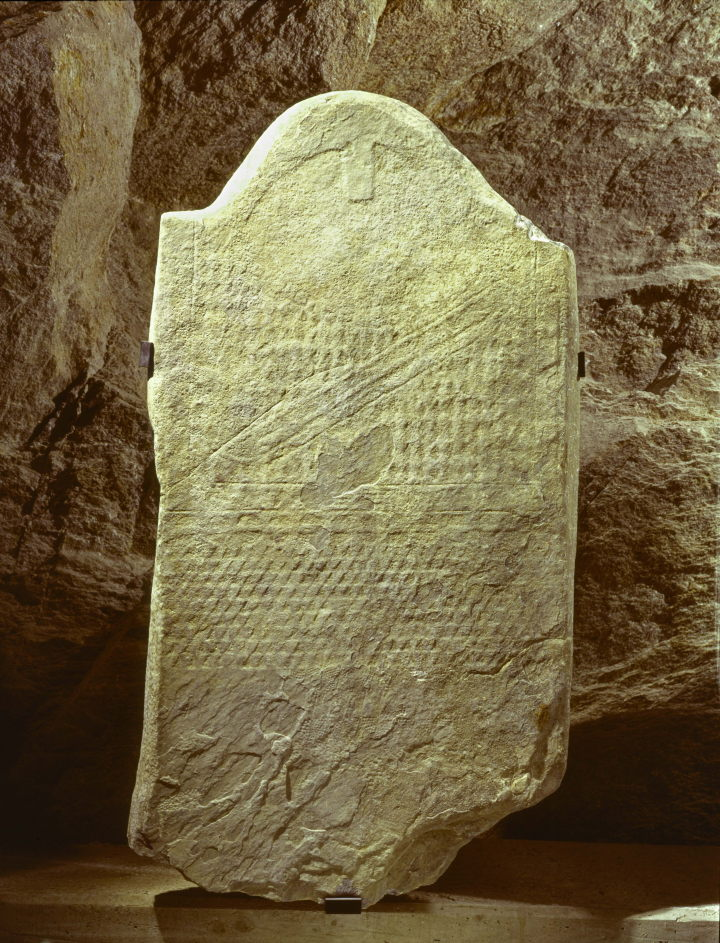
Estela #25 (c. 2500 a.C.) del Petit Chasseur en Sion, Suiza

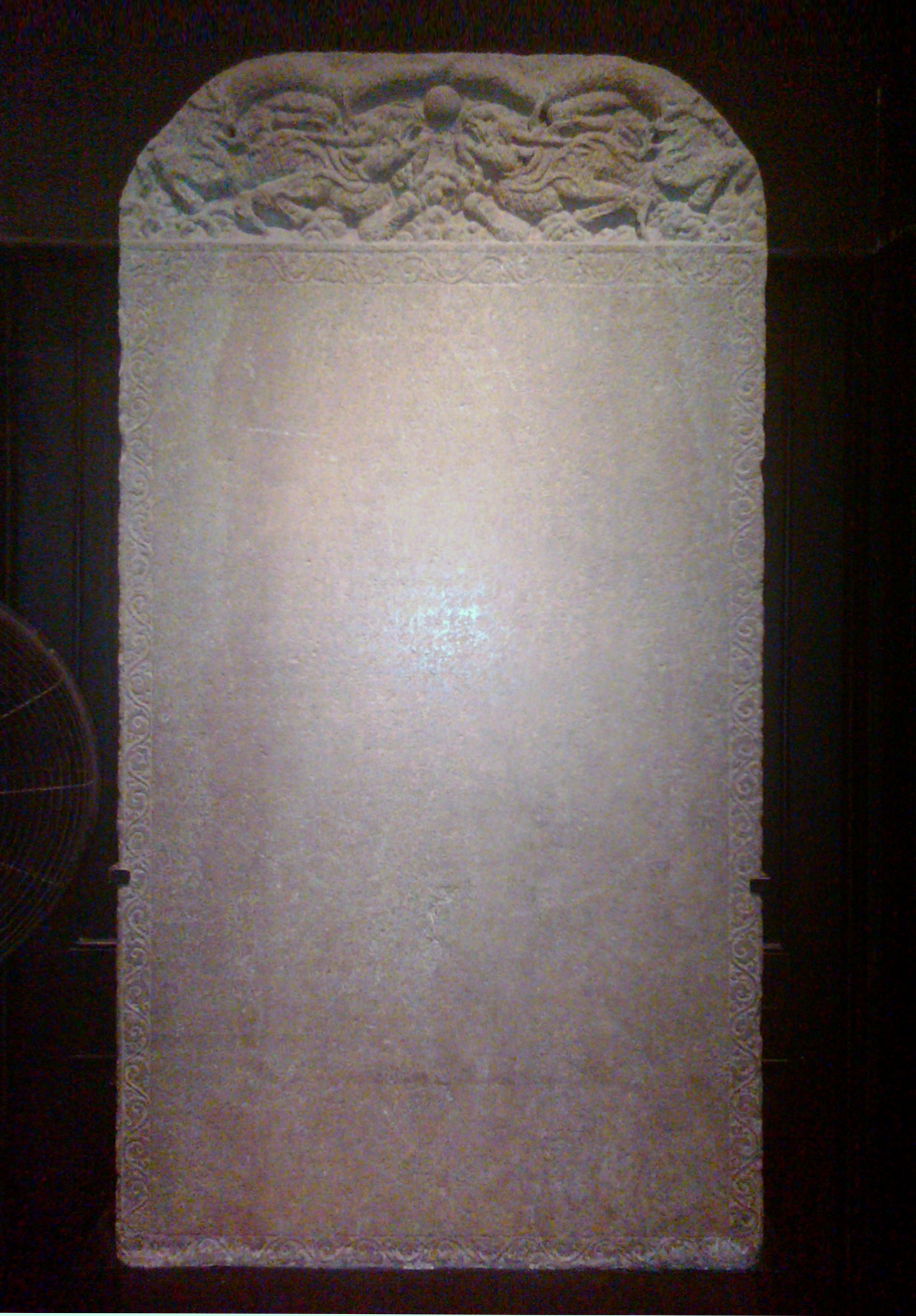
La estela de Galle dejada por Zheng He en Sri Lanka en 1409 con inscripciones trilingües en chino, tamil, y persa

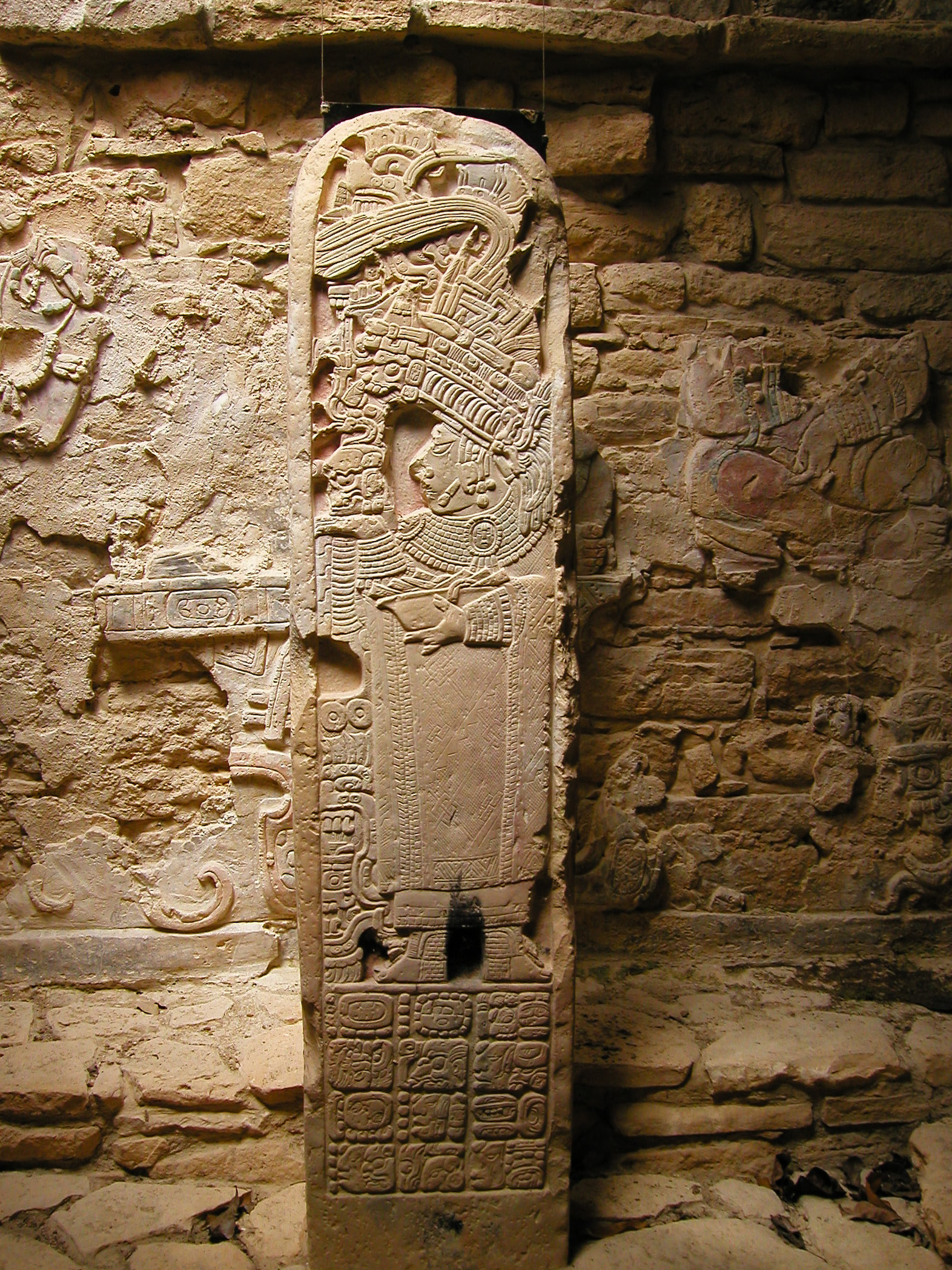
Estela 35 de Yaxchilán, con retrato de Señora Ik' Cráneo, consorte de Itzamnaaj B'alam II

  - Estela de Amenhotep III y en el reverso reutilizada como Estela de Merneptah
  - Estela de Anj ef Jonsu
- En el Cuerno de África
  - Estela de Ezana
  - Estelas de Burao

- En Asia Oriental:
  - Las estelas doctorales en el Templo de la Literatura, Hanói
  - Estela nestoriana
  - Estela de Siganfu
  - Estela de Gwanggaeto

- En América:
  - Estela del portador del cactus
  - Estela de Raimondi
  - Tres Zapotes
  - Estela 5 de Izapa
  - Estela 1 de La Mojarra
  - Piedras Negras
  - Estela H de Copán
  - Estela Bennett o Pachamama, Monolito Bennett